# Санкт-петербургский парадокс
Санкт-петербургский парадокс (или санкт-петербургская лотерея) в экономической науке — парадокс, иллюстрирующий расхождение между теоретически оптимальным поведением игрока и «здравым смыслом».

## История возникновения

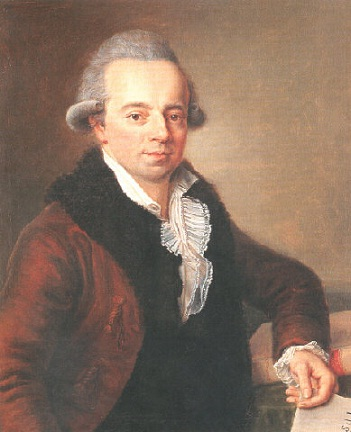
Портрет Даниила Бернулли кисти Иоганна Николауса Гроота, 1790 год

Парадокс был впервые опубликован Даниилом Бернулли в «Комментариях Санкт-Петербургской Академии». Ранее ситуация была описана племянником Даниила Николаем I Бернулли в его переписке с французским математиком Пьером Монмором.
Иногда авторство парадокса приписывают Леонарду Эйлеру, а название связывают с тем, что Эйлер длительное время жил и работал в Петербурге.

## Формулировка парадокса
Рассматривается следующая задача. Вступая в игру, игрок платит некоторую сумму, а затем подбрасывает монету (вероятность каждого исхода — 50 %), пока не выпадет орёл. При выпадении орла игра заканчивается, а игрок получает выигрыш, рассчитанный по следующим правилам. Если орёл выпал при первом броске, игрок получает {\displaystyle 2^{0}} дукатов, при втором броске — {\displaystyle 2^{1}} дукатов и так далее (при {\displaystyle n}-ном броске — {\displaystyle 2^{n-1}} дукатов). Другими словами, выигрыш, возрастая от броска к броску вдвое, последовательно пробегает степени двойки — 1, 2, 4, 8, 16, 32 и так далее.
Вопрос: при каком вступительном взносе игра становится справедливой?
Нетрудно найти математическое ожидание выигрыша игрока, которое равно бесконечности:
{\displaystyle M={\frac {1}{2}}\cdot 1+{\frac {1}{4}}\cdot 2+{\frac {1}{8}}\cdot 4+{\frac {1}{16}}\cdot 8+\cdots =}
{\displaystyle ={\frac {1}{2}}+{\frac {1}{2}}+{\frac {1}{2}}+{\frac {1}{2}}+\cdots =}
{\displaystyle =\infty \,.}
Парадокс заключается в том, что хотя вычисленное значение этого справедливого взноса и равно бесконечности, то есть выше любого возможного выигрыша, реальные игроки ощущают, что даже 25 дукатов — слишком высокая цена для входа в игру.

## Разрешения парадокса

### Разрешение через ограничения реального мира
Приведём оценки для решений парадокса через ограничение количества игр и времени.
Вероятность того, что в определённой игре количество бросков превысит некоторое {\displaystyle n}, равна {\displaystyle \left({\frac {1}{2}}\right)^{n}}. Пусть игрок может сыграть не более {\displaystyle k} игр. Тогда вероятность того, что количество бросков хотя бы в одной игре превысит {\displaystyle n}, равна {\displaystyle 1-\left(1-{\frac {1}{2^{n}}}\right)^{k}}. Для больших {\displaystyle n} она приближённо равна {\displaystyle {\frac {k}{2^{n}}}}.
Будем считать, что событие, имеющее вероятность, меньшую некоторого {\displaystyle p}, не происходит никогда. Тогда «реальное» количество бросков не превышает {\displaystyle \log _{2}(k/p)}. При таком допущении средний выигрыш за одну игру приближённо равен:
{\displaystyle 1\cdot {\frac {1}{2}}+2\cdot {\frac {1}{4}}+...+2^{n}\cdot {\frac {1}{2^{n+1}}}={\frac {n}{2}},} где {\displaystyle n=\log _{2}{\frac {k}{p}}.}
То есть, средний выигрыш равен {\displaystyle {\frac {1}{2}}\log _{2}{\frac {k}{p}}.}
Например, для 1000 игр и p = 10−6 получаем средний выигрыш около 15.

### Разрешение через функцию полезности
Другой вариант разрешения — через функцию полезности денег. Рассматривая выпуклую функцию предельной полезности (часто — логарифмическую), мы снова обеспечиваем конечность её математического ожидания.
Так, если полагать, что для игрока важно увеличение не на определённую сумму денег, а в некоторое число раз, то он будет оценивать выигрыш согласно логарифмической функции полезности, максимизируя величину {\displaystyle \ln {\frac {X}{X_{0}}}}, где {\displaystyle X} — выигрыш, а {\displaystyle X_{0}} — вступительный взнос, и при классической постановке санкт-петербургского парадокса математическое ожидание полезности становится конечным:
{\displaystyle M\ln {\frac {X}{X_{0}}}=\sum _{i=1}^{\infty }\left(\ln {\frac {2^{i-1}}{X_{0}}}\right)2^{-i}=\ln 2-\ln X_{0}.}
Отсюда легко получить справедливую стоимость игры: {\displaystyle X_{0}=2}.
Это решение можно усовершенствовать, рассматривая полезность выигрыша с учётом увеличения уже имеющегося капитала игрока {\displaystyle w} (прирост в 1000 дукатов увеличивает функцию полезности нищего в большей мере, чем функцию полезности миллиардера), однако ответ меняется лишь немного.
При этом можно так изменить систему выплат, что и данное решение будет неприемлемо: для каждой неограниченной функции полезности существует такая последовательность выплат за выпадение орла на {\displaystyle n}-м шаге, что ожидаемая полезность вновь будет равна бесконечности.

### Взвешенные вероятности
Сам Николай Бернулли предложил другую идею для разрешения парадокса. Он обратил внимание, что люди пренебрегут маловероятными событиями (де Монмор, 1713).
Поскольку в санкт-петербургском парадоксе лишь маловероятные события приносят высокие выигрыши, которые ведут к бесконечному значению математического ожидания выигрыша, это может помочь разрешить парадокс.
Идея взвешенных вероятностей появилась вновь много позднее в работе над теорией перспектив Даниеля Канемана и Амоса Тверски. Однако, их эксперименты показали, что люди, совершенно наоборот, склонны преувеличивать вес отдельных маловероятных событий. Возможно, именно поэтому предложенное Николаем Бернулли решение некоторыми[кем?] не рассматривается как совершенно удовлетворительное.
Совокупная (кумулятивная) теория перспектив является одним из распространённых обобщений теории ожидаемой полезности, которое может предложить объяснения многим поведенческим закономерностям (Тверски, Канеман, 1992). Однако, преувеличение веса маловероятных событий, вводимое в совокупной теории перспектив, может восстановить Санкт-Петербургский парадокс. Совокупная теория перспектив разрешает парадокс только для случаев, когда показатель функции полезности меньше показателя функции взвешенной вероятности (Блаватский, 2005). Интуитивно, для разрешения парадокса, функция полезности должна быть не просто вогнутой, а она должна быть вогнутой относительно функции взвешенной вероятности.
На это можно возразить, что показатель функции полезности в теории перспектив получен на основании данных не более $400 (Тверски, Канеман, 1992). В то время как санкт-петербургский парадокс возникает при оценке возрастающих к бесконечности суммах. То есть использование формул Канемана — Тверски, в данном случае, некорректно.

### Отказ использовать математическое ожидание как метод расчёта
Различные авторы, включая д’Аламбера и Джона Мейнарда Кейнса, отрицали подход максимизации математического ожидания как надлежащий метод расчётов, и даже саму полезность математического ожидания для таких случаев. В частности, Кейнс настаивал, что относительный риск альтернативного события может быть достаточно высоким для того, чтобы отказаться от всех вариантов наступления этого альтернативного события, даже для случая, когда математическое ожидание положительного события сверхбольшое.
Другими словами, если казино предложит играть в эту игру за 25 дукатов, то подавляющее большинство игроков откажутся, посчитав более вероятным выигрыш в игре сумм, меньших 25 дукатов.

### Ответ, использующий испытания
Математически корректный подход с использованием испытаний предложил Уильям Феллер в 1937 году. Если не использовать строгое описание, то интуитивное объяснение таково. Метод использует методику «играть в эту игру с большим количеством людей, и потом вычислить математическое ожидание выигрыша в испытаниях». Согласно этой методике, если последовательность ожиданий сумм выигрыша расходится, то для этого требуется предположение о бесконечном времени для игры, а если же количество игр, проведённых одним человеком, ограничено неким числом, то математическое ожидание сходится к некоторому намного меньшему, чем это число, значению.